# Relaciones Brasil-Nicaragua
Las relaciones bilaterales entre Brasil y Nicaragua han incluido proyectos económicos y educativos emprendidos juntos y, durante el gobierno del presidente Lula de Brasil, un esfuerzo por suavizar las críticas de la OEA al gobierno de Nicaragua. Ambas naciones son miembros de la Comunidad de Estados Latinoamericanos y Caribeños, Organización de Estados Americanos,  Organización de Estados Iberoamericanos y las Naciones Unidas. Brasil tiene una embajada en Managua. Nicaragua tiene una embajada en Brasilia.

## Historia

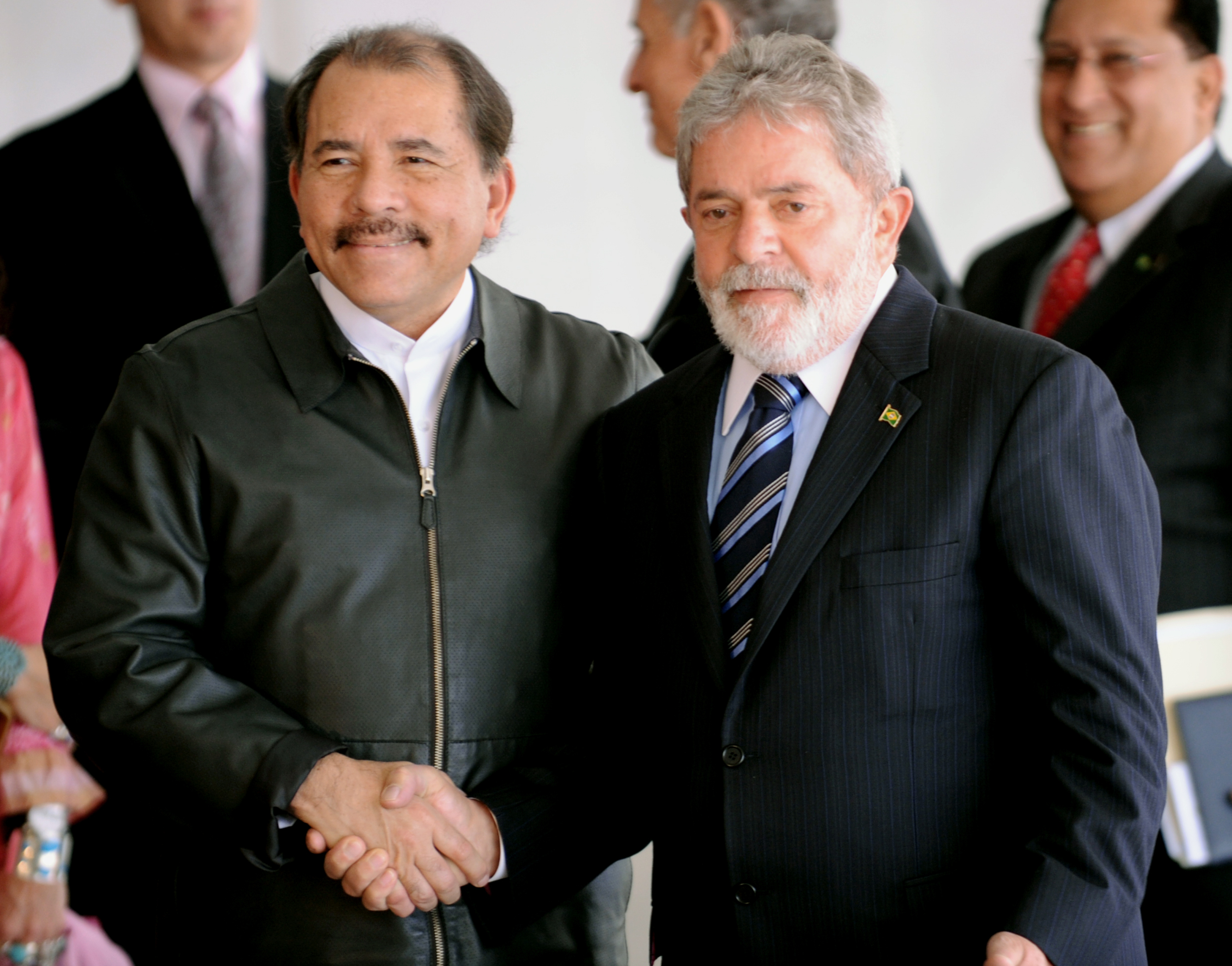
El presidente nicaragüense Daniel Ortega y el presidente brasileño Lula, 2010

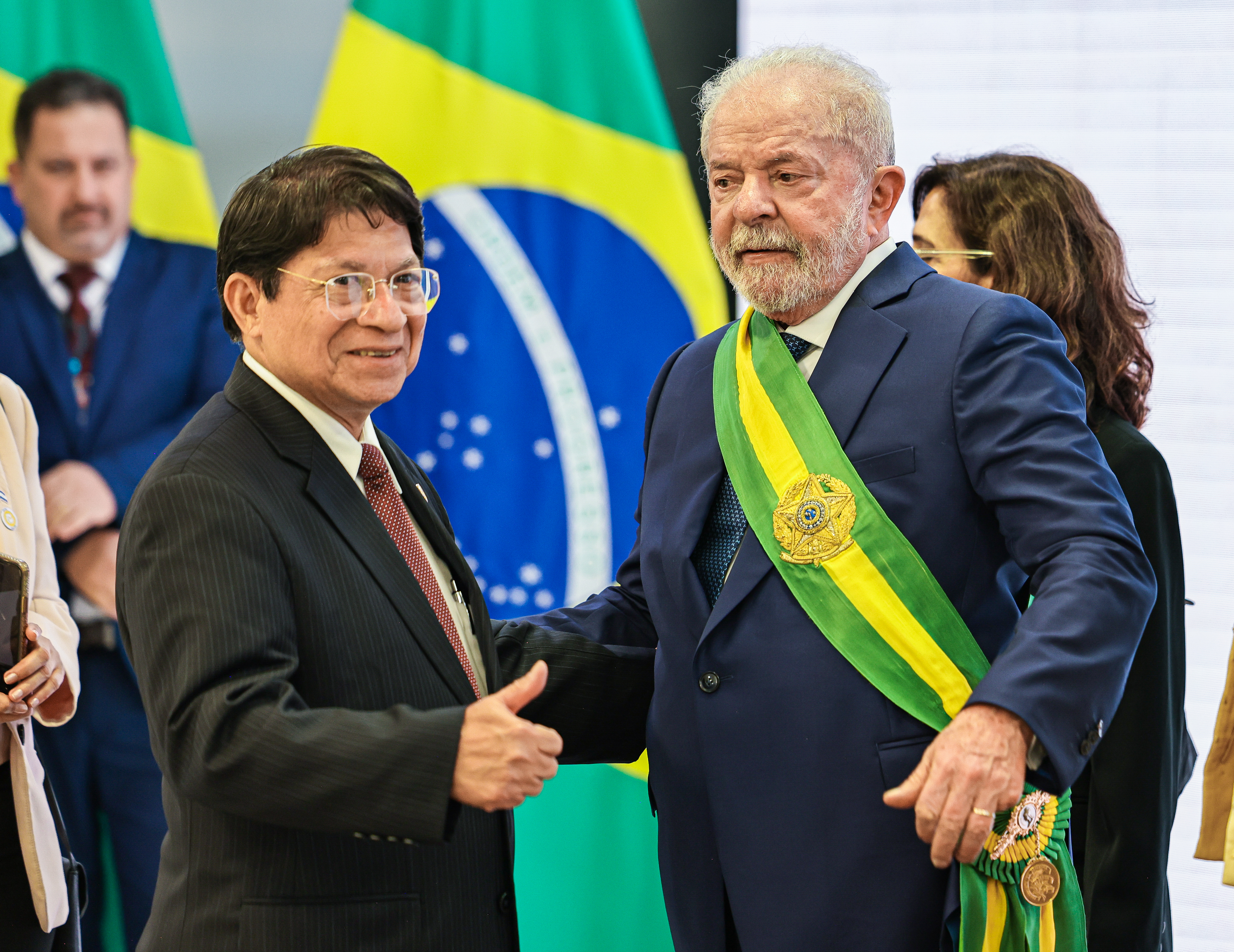
Ministro de Relaciones Exteriores de Nicaragua, Denis Moncada Colindres, y presidente de Brasil, Lula, 2023

La presa Tumarín en construcción en Nicaragua será la presa hidroeléctrica más grande de Nicaragua y una de las más grandes de Centroamérica cuando esté terminada. La brasileña Eletrobras iba a financiarlo con 1.100 millones de dólares en virtud de un acuerdo de construcción, operación y transferencia de 20 a 30 años. En 2016, el proyecto de la represa fue suspendido indefinidamente debido a los problemas económicos y legales de Eletrobras, en relación con la crisis económica brasileña.
En junio de 2023, en una cumbre de la Organización de Estados Americanos, el presidente brasileño Lula intentó suavizar las críticas de la OEA al gobierno de Nicaragua, acusado de represión y de violaciones de los derechos humanos y de propiedad.
En octubre de 2023, el Ministerio de Educación de Brasil se asoció con la Universidad Nacional Autónoma de Nicaragua-Managua, el Consejo Nacional de Universidades, la Organización de las Naciones Unidas para la Alimentación y la Agricultura e implementó el curso de capacitación “La alimentación escolar como estrategia para una vida saludable”. Este se realizó de manera virtual a través de la Universidad Abierta en Línea de Nicaragua.

## Relaciones económicas
En 2022, las exportaciones de Brasil a Nicaragua ascendieron a 166 millones de dólares (el maíz fue la principal exportación), y las exportaciones de Nicaragua a Brasil totalizaron 7 millones de dólares (la chatarra de aluminio fue la principal exportación).